# 高尾勇次
髙尾 勇次（たかお ゆうじ、1992年7月8日- ）は、日本の俳優。東宝芸能に所属していた。

## 出演

### 映画
- 連合艦隊司令長官 山本五十六（2011年）
- 天使の欲望(2013年）
- サヨナラ人魚(2013年）
- モーニングセット、牛乳、春（2013年）
- 華魂（2014年）
- 坂本君は見た目だけが真面目（2014年） - 伊藤勇人 役
- 東京戯曲(2014年）
- L♡DK（2014年）
- チキンズダイナマイト（2015年） - 山辺亮 役
- 暗殺教室（2015年） - 村松拓哉 役
  - 暗殺教室～卒業編～（2016年）
- 鬼談百景「空きチャンネル」（2016年） - 主演
- 華魂 幻影(2016年） - 若き日の沢村貞一 役
- 秘密 THE TOP SECRET（2016年）
- 私は絶対許さない(2018年）
- 天使じゃないッ! (2018年） - 丘田一人 役
- 天使じゃないッ!2（2018年） - 丘田一人 役

### テレビドラマ
- あっこと僕らが生きた夏（2011年、NHK）
- 最後の絆 沖縄・引き裂かれた兄弟 ～鉄血勤皇隊と日系アメリカ兵の真相～（2011年、フジテレビ）
- 神様の女房（2011年、NHK）
- 大河ドラマ（NHK）
  - 平清盛 第15話（2012年）
  - 花燃ゆ（2015年）
- 山田君と7人の魔女 第1話（2013年、フジテレビ）
- 終着駅シリーズ 第27作「悪の魂」（2013年、テレビ朝日）- 喫茶店店員･向井守 役
- S -最後の警官-（2014年、TBS） - 阿久津昌也 役
- アオイホノオ（2014年、テレビ東京） - バドミントン部員 役
- HiGH&LOW～THE STORY OF S.W.O.R.D.～（2015年、日本テレビ）
- 仮面ライダーエグゼイド 第8話（2016年、テレビ朝日） - ムラやん 役
- 黒革の手帖 第4 - 6話（2017年、テレビ朝日）
- 天才バカボン2（2017年、日本テレビ）
- 仮面ライダービルド 第32話（2018年、テレビ朝日） - 生方直進 役
- CODE-願いの代償- 第4話（2023年、読売テレビ・日本テレビ） - 大山渉 役
- 天久鷹央の推理カルテ 第1話（2025年4月22日、テレビ朝日） - 山口誠 役[1]

### 舞台
- 激団リジョロ 第17回公演「ブルッシャー」(脚本・演出 JIN、2012年)
- 激団リジョロ 第18回公演「クラウド・エンド・オルタナティブ」(脚本・演出 JIN、2012年)
- 激団リジョロ 第19回公演「DRYuuuu!!!」(脚本・演出 JIN、2013年)
- オルガンヴィトー vol.26「幻探偵Ⅳ」(脚本・演出 不二稿京、2013年)
- 激団リジョロ 第20回公演「Lamp Light」(脚本・演出 JIN、2013年)
- SECOND・N PROJECT vol.4「キズ絆 KIZU-BAN」(脚本・演出 中島大和、2014年)
- 演劇集団アトリエッジ「流れる雲よ～未来より愛を込めて～」(脚本・演出 並美木映里、2014年)-中原正人 役(準主演)
- 激団リジョロ 第21回公演「サーカス」(脚本・演出 JIN、2014年)
- 激団リジョロ 第30回公演「Era」(脚本・演出 JIN、2018年)-江原リョウ 役(ダブル主演)

### CM
- セガ「モンスターギア 夏だ！海だ！モンギアだ！篇」(2015年)
- リクルート「HOT PEPPER Beautyモテたい男たち篇」(2015年)
- トレインチャンネル「伊豆大島観光PR」(2015年)

### Webドラマ
- Huluオリジナル「でぶせん」（2016年）

### オリジナルビデオ
- 美容室へイクっ!～童貞卒業物語～（2013年） - 塩見誠 役
- いけない!ルナ先生 愛LOVEムービー!!篇（2014年） - シンジ 役
- 心霊玉手匣（2014年） - 貫井大輔 役
- 閲覧禁止5（2014年）
- てれびくん超バトルDVD 仮面ライダービルド 誕生！クマテレビ!! VS仮面ライダーグリス（2018年） - 生方直進 / アイススマッシュ（声） 役
- ビルド NEW WORLD 仮面ライダーグリス（2019年） - 生方直進 役